# Прокус, Георгий Константинович
Георгий Константинович Прокус (15.02.1918, Херсонская область — 1974) — капитан рыболовного сейнера рыболовецкого колхоза «Балтиец», Калининградская область.

## Биография
Родился 15 февраля 1918 года в городе Геническе, Херсонской области Украины, в многодетной семье служащего. Грек. Отец до революции имел свои соляные озера. Окончил школу и фабрично-заводское училище. Работать начал в рыболовецкой артели, в 19 лет стал уже капитаном сейнера.
В октябре 1938 года был призван на Военно-Морской Флот. В 1940 году стал курсантом Ленинградского высшего военно-морского пограничного училища, но закончить учёбу помешала война. Участник Великой Отечественной войны. Воевал командиром бронекатера. Участвовал в боях под Сталинградом, освобождении Крыма, во всех военных операциях Дунайской военной флотилии, освобождал Венгрию, Румынию, Болгарию. Югославию, Чехословакию и Австрию. Был трижды ранен. За мужество, проявленное в боях, награждён тремя боевыми орденами. В 1946 году был уволен в запас.
Вернулся в родные края и работал в Керченской конторе по перегону судов. В 1951 году переехал в Калининградскую область. Стал работать капитаном рыболовного сейнера рыболовецкого колхоза «Балтиец».
Указом Президиума Верховного Совета СССР от 31 мая 1958 года за особые заслуги в развитии рыбного промысла в открытых морях и достигнутые высокие показатели в добыче рыбы Прокусу Георгию Константиновичу присвоено звание Героя Социалистического Труда с вручением ордена Ленина и золотой медали «Серп и Молот».
В дальнейшем трудился в рыболовецком колхозе «За Родину», в который после укрупнения влился «Балтиец».

Памятник Г.К.Прокуса на Старом кладбище Калининграда

В 1957 году окончил Школу штурманов дальнего плавания в городе Мамоново, в 1966 году — Школу усовершенствования кадров командного плавсостава, группу капитанов дальнего плавания. В 1967 году назначен на должность капитана на судах типа СРТ. Командуя промысловыми судами, проявлял большие организаторские способности, энергию и настойчивость. Возглавляемые им экипажи судов постоянно добивались высоких производственных показателей.
Жил в городе Калининград. Скоропостижно скончался в 1974 году.
Награждён орденом Ленина, двумя орденами Красного Знамени, орденом Отечественной войны 1-й степени, югославским орденом «За Храбрость», медалями, в том числе медалью «За отвагу».
Имя Героя было присвоено морозильному траулеру «Альциона», на котором ходил капитан Прокус. В 2003 году траулер «Георгий Прокус» был списан и разделан.